# Close Enough For Rock'n'Roll
«Close Enough For Rock'n'Roll» — сьомий студійний альбом шотландського гурту «Nazareth», випущений у березні 1976. Продюсував альбом Менні Чарлтон. Родзинкою альбому є композиція Telegram, твір із чотирьох частин, що описує нелегке гастрольне життя рок-музикантів. Ден Маккаферті: «Перший альбом, записаний нами в Канаді на Le Studio. А концерти з того часу незмінно відкриває "Telegram"».
У Британії альбом мав скромний успіх, але в Канаді Close Enough for Rock'n'Roll зміг піднятися до 12-ї позиції національного хіт-параду.

## Композиції
1. Telegram — 7:54
2. Vicki — 2:24
3. Homesick Again — 4:30
4. Vancouver Shakedown — 4:04
5. Born Under the Wrong Sign — 3:56
6. Loretta — 3:18
7. Carry out Feelings — 3:18
8. Lift the Lid — 3:51
9. You're the Violin — 4:43

## Участники запису
- Вільям Деніел Маккаферті — вокал
- Пітер Егнью — бас-гітара, гітара, клавішні, вокал
- Менні Чарлтон — гітара, продюсер
- Дерел Ентоні Світ — ударні

### Технічний персонал
- Нік Благона (Nick Blagona) — інженер
- Джон Пантер (John Punter) — інженер